# Opel Twin
La Opel Twin è una concept car elettrica prodotta dalla Opel. È stata presentata al Salone dell'automobile di Ginevra nel 1992.

## Contesto
Il prototipo permetteva l'intercambiabilità dei componenti meccanici, si poteva così scegliere se utilizzare la propulsione elettrica tramite due motori elettrici da 14 hp collocati nelle ruote, oppure un motore a benzina 3 cilindri da 0,8 litri di cilindrata e 34 CV (25 kW).
Veniva dichiarato un consumo di 3,5 litri di benzina per 100 km. 
L'alloggiamento posteriore di tutti i componenti meccanici faceva sì che il conducente fosse seduto in posizione centrale mentre i tre passeggeri erano seduti alle sue spalle.